# Chris Argyris
Chris Argyris (ur. 16 lipca 1923 w Newark, zm. 16 listopada 2013) – amerykański biznesmen oraz profesor Uniwersytetu Harvarda w dziedzinie edukacji i zachowań organizacyjnych.
Pełnił funkcję specjalnego doradcy rządów Wielkiej Brytanii, Francji, Włoch, Niemiec i Szwecji do spraw rozwoju kadry zarządzającej i efektywności zarządzania. Argyris jest autorem trzystu artykułów i trzystu książek, między innymi Knowledge for Action: A Guide to Overlooking Barriers to Organizational Change and On Organizational Learning.
W 1994 r. został uhonorowany Nagrodą za Całokształt Pracy Naukowej z Dziedziny Zarządzania, przyznawaną przez Academy of Management.